# Tho Xuan flygplats
Tho Xuan flygplats (IATA: THD, ICAO: VVTX), tidigare Sao Vang flygplats är en flygplats i Thanh Hoa (45 km väster om Thanh Hoa), vilken är huvudorten för provinsen Thanh Hoa i Vietnam. Flygplatsen kan tjäna medelstora flygplan som Airbus A320, och har en kapacitet på 200 000 passagerare per år.[källa behövs] Flygplatsen byggdes ursprungligen av fransmän för militära ändamål.
Flygbasen kompletterades under 2010-talet med anläggningar för civila flygningar. De civila flygningarna från Saigon inleddes i januari 2013.